# خوان فالنسيا
خوان فالنسيا (بالإسبانية: Juan José Valencia de la Serna) هو لاعب كرة قدم إسباني في مركز حراسة المرمى، ولد في 18 سبتمبر 1971 في سان سيباستيان في إسبانيا. شارك مع منتخب إسبانيا تحت 21 سنة لكرة القدم ومنتخب إقليم الباسك لكرة القدم. أما مع النوادي، فقد لعب مع أتلتيك بيلباو ب وأتلتيك بيلباو وخيمناستيك طركونة وراسينغ سانتاندير وريال سبورتينغ خيخون ونادي إشبيلية ونادي باراكالدو.